# New Forest
För andra betydelser, se New Forest (olika betydelser).
New Forest är ett område med skog, hedar och betesmark i södra England som täcker sydvästra Hampshire och en liten del av Wiltshire. Huvuddelen av området är nationalpark sedan 2005, men området har haft en särskild status som royal forest sedan 1079. Det har gett namn åt det administrativa distriktet New Forest, som täcker ungefär samma område, och åt New Forest-ponnyn. Den 2 augusti 1100 blev den engelske kungen Vilhelm II under oklara omständigheter dödad av ett pilskott i området. Arean är 571 kvadratkilometer.

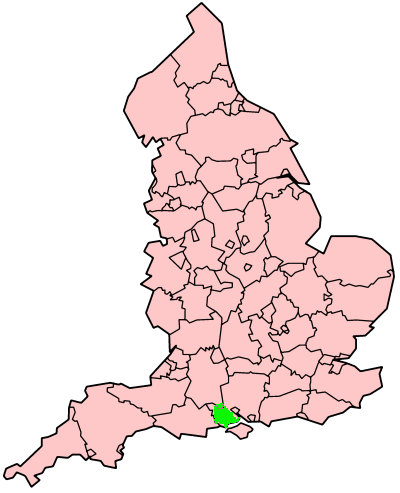
New Forests nationalpark i grönt på en karta över England med grevskapsgränser och motsvarande utsatta.

Kustklimat råder i trakten. Årsmedeltemperaturen i trakten är 9 °C. Den varmaste månaden är juli, då medeltemperaturen är 16 °C, och den kallaste är februari, med 2 °C.